# Seven Seas of Rhye
Seven Seas of Rhye è un singolo del gruppo musicale britannico Queen, pubblicato il 25 febbraio 1974 in Europa e il 20 giugno 1974 negli Stati Uniti d'America.

## Descrizione
È la traccia finale degli album Queen e Queen II, pubblicati rispettivamente nel 1973 e 1974. Nel primo album la traccia è più breve (1:15 di durata), strumentale e non ancora conclusa (questa versione è denominata Seven Seas of Rhye...). La versione di Queen II, invece, è più lunga (2:50), è cantata e termina con una dissolvenza incrociata, in cui gli strumenti si mescolano a una versione cantilenata di I Do Like to Be Beside the Seaside.
La versione completa, terzo singolo del gruppo, fu presentata alla trasmissione Top of the Pops, e raggiunse la decima posizione nelle classifiche di vendita britanniche, diventando la prima hit dei Queen. Il singolo venne pubblicato in Europa e USA con la B-side See What a Fool I've Been (che rimarrà inedita su album), sostituita nella versione giapponese da The Loser in the End.
Come My Fairy King, pubblicato nell'album precedente Queen, Seven Seas of Rhye parla di Rhye, il mondo immaginario di cui Freddie Mercury fantasticava durante l'infanzia.
Rhye venne in seguito citato anche nel brano Lily of the Valley, dall'album Sheer Heart Attack (nei versi "Messenger from Seven Seas has flown/To tell the king of Rhye he's lost his throne"), e in It's a Beautiful Day (Reprise), dall'album Made in Heaven.
Seven Seas of Rhye è stato uno dei brani favoriti durante tutti i live dei Queen. È caratterizzato da un'introduzione di pianoforte arpeggiata che nella versione presente in Queen II era suonata con entrambe le mani, con intervallo di una ottava. Nell'album Queen e nella maggior parte delle esibizioni dal vivo, invece, Mercury suonava la stessa introduzione in una versione più semplice, a una sola mano. Lo stesso tema è presente al termine di It's a Beautiful Day (Reprise), undicesima traccia dell'ultimo album in studio dei Queen, Made in Heaven.

## Formazione
Gruppo
- Freddie Mercury - voce, pianoforte
- Brian May - chitarra elettrica, voce secondaria
- Roger Taylor - batteria, voce secondaria, gong, percussioni, tamburello
- John Deacon - basso

Altri musicisti
- Roy Thomas Baker - stilofono